# Sabine Christiansen

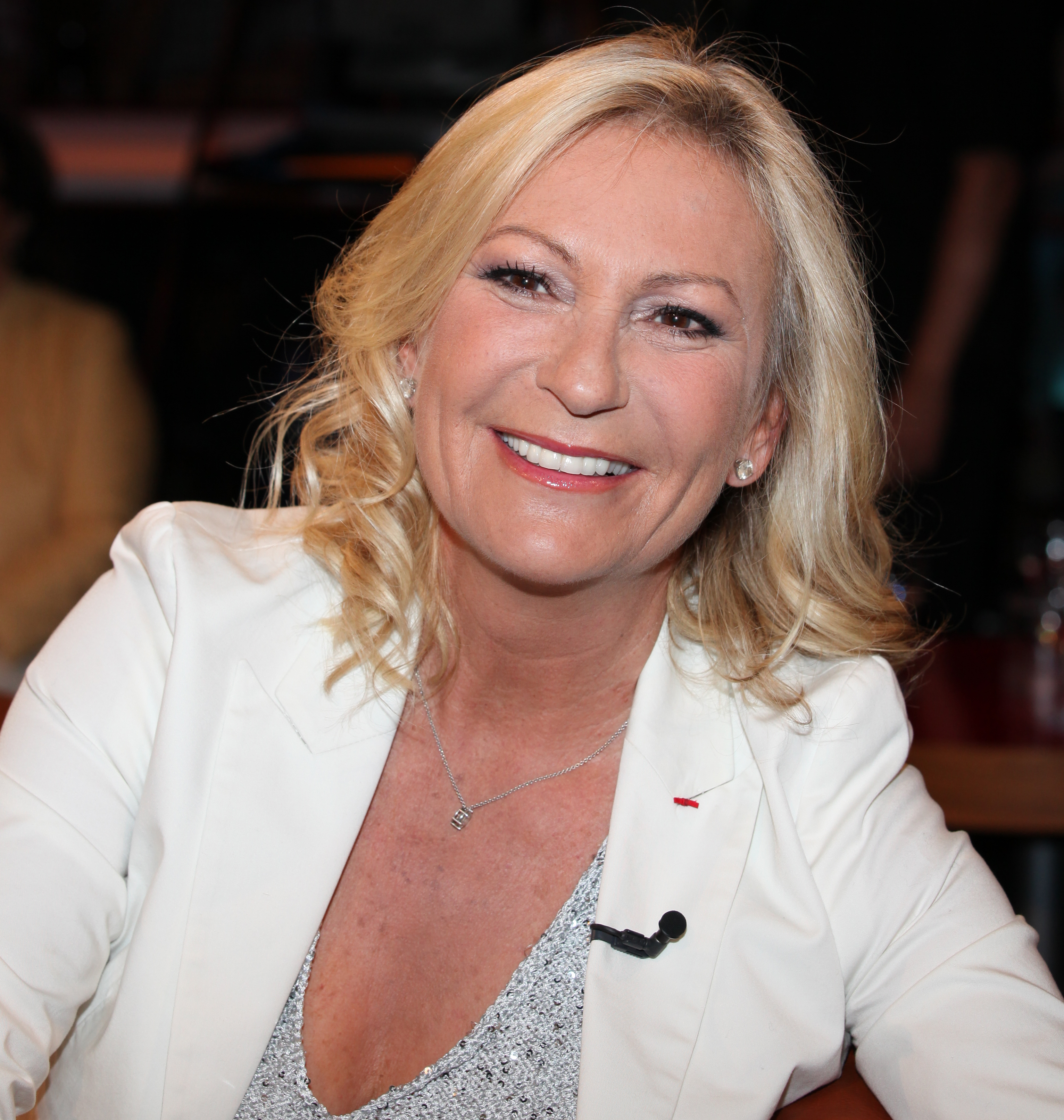
Sabine Christiansen als Gast in der NDR Talk Show (2012)

Sabine Christiansen (* 20. September 1957 in Preetz als Sabine Frahm) ist eine deutsche Fernsehmoderatorin, Journalistin und Produzentin.

## Leben
Sabine Christiansen wuchs in Schellhorn bei Preetz in Schleswig-Holstein auf. Nach dem Abitur am Friedrich-Schiller-Gymnasium in Preetz und einer Sprachenausbildung arbeitete sie von 1976 bis 1982 als Flugbegleiterin bei der Lufthansa. Ihre journalistische Ausbildung machte sie von 1983 bis 1985 beim Norddeutschen Rundfunk in Hamburg.
1986 heiratete sie den Juristen Uwe Christiansen, bis 1994 Vorsitzender und Ehrenvorsitzender des Fremdenverkehrsverbandes Hamburg und langjähriges Mitglied des CDU-Wirtschaftsrates – Sabine Christiansen selbst ist Präsidiumsmitglied. Nach der Scheidung 1994 behielt sie den Namen als Künstlernamen.
Im Jahr 1994 heiratete sie den TV-Produzenten Theo Baltz, Chef der Medienkontor Movie GmbH, bei der sie als Moderatorin angestellt war. Gemeinsam bauten sie die Talkshow Sabine Christiansen auf. Die Ehe wurde 2003 geschieden, nachdem Baltz eine Beziehung mit Kollegin Ulla Kock am Brink offenbarte; Die Ehepaare waren befreundet.
Von 2003 bis 2006 war Christiansen mit Manfred Schneider verheiratet – Aufsichtsratschef von Bayer, Linde und RWE.
Am 30. Juni 2008 heiratete sie in Paris den Franzosen Norbert Médus, Mitgründer eines Jeans-Unternehmens, das er 2010 verkaufte. 
Für Médus, Vater zweier Kinder, ist es die zweite Ehe.

## Berufliche Laufbahn
1985 war sie freie Mitarbeiterin für Hörfunk und Fernsehen (Nachrichten, Fernsehdokumentationen, Fernseh-Diskussionssendungen). Von 1985 bis 1987 arbeitete sie als Redakteurin und Moderatorin im Landesfunkhaus Hamburg, in den Redaktionen Landespolitik/Wirtschaft, Nachrichten und Fernsehdokumentation. Von 1987 bis 1997 war sie Redakteurin bei ARD-aktuell und Moderatorin der Tagesthemen.
Vom 4. Januar 1998 bis 24. Juni 2007 moderierte Christiansen in der ARD sonntags abends die nach ihr benannte Talkshow Sabine Christiansen, die sich zur damals bekanntesten Politikdebatte im deutschen Fernsehen entwickelte. Insgesamt wurden 447 Folgen in Berlin produziert. 
Zehn Jahre lang interviewte sie inländische und internationale Regierungschefs, Wirtschaftsführer und Meinungsmacher. Am 23. Juni 2006 gab Christiansen bekannt, dass sie im Sommer 2007 die Moderation der Talkshow beenden werde. Sie wolle ihren Lebensmittelpunkt ins Ausland verlagern und sich mehr auf internationale Talkshow-Formate konzentrieren. Die Nachfolge auf dem Sendeplatz am Sonntagabend übernahm Anne Will am 16. September 2007 mit ihrer Sendung Anne Will.
Seit 2002 ist Christiansen geschäftsführende Gesellschafterin der TV 21 GmbH, die auch ihre ARD-Talkshow produzierte. Schwerpunkt der Produktionsfirma, der sie bis heute vorsteht, sind nationale und internationale Wirtschafts- und Politikformate, Dokumentationen, Reportagen, Corporate TV und IPTV.
2002 moderierte Christiansen gemeinsam mit Maybrit Illner den zweiten Teil des ersten Kanzlerduells zwischen Bundeskanzler Gerhard Schröder und seinem Herausforderer Edmund Stoiber auf zwei Sendern (Das Erste und ZDF). 2005 moderierten die beiden Moderatorinnen zum zweiten Mal gemeinsam mit Peter Kloeppel und Thomas Kausch das Fernsehduell zwischen Gerhard Schröder und der späteren Kanzlerin Angela Merkel auf fünf Sendern (Das Erste, ZDF, RTL, Sat.1 und Phoenix). 2004 erhielt sie einen Gastauftritt im Tatort Eine ehrliche Haut. Im Mai 2006 führte sie das erste Interview mit dem US-Präsidenten George W. Bush im deutschen Fernsehen.
2006–2008 moderierte und produzierte sie die internationale Talkshow Global Players, die im Programm von CNBC weltweit gesendet wurde. Diese Sendung, die an verschiedenen Orten mit Gästen aus der internationalen Politik und Wirtschaft produziert wird, moderierte Christiansen erstmals am 5. Februar 2006.
2009 moderierte und produzierte sie die Sat.1-Sendung Ihre Wahl. Die SAT.1 Arena. Co-Moderator war Stefan Aust. Von 2009 bis 2010 moderierte und produzierte sie außerdem die n-tv-Sendung Agenda 09 (10) – Werte und Märkte. 2011 moderierte und produzierte sie auch für n-tv die Sendung Chefsache – Manager, Marken, Märkte. 2011 machte sie auf Plakaten Werbung für die Bild-Zeitung.
Von 2012 bis 31. Mai 2016 war sie Beiratsmitglied bei Arqueonautas Fashion und von Januar 2013 bis zur Insolvenz des Unternehmens im September 2013 stellvertretende Aufsichtsratsvorsitzende der Windreich AG. Sie ist Mitglied des Aufsichtsrats von Hermes Europe. Seit Ende Februar 2015 ist sie zudem Aufsichtsratsmitglied der freenet AG. 2013 war sie in eine Werbekampagne für die Zeitarbeitsvermittlung Randstad eingebunden. Sie wurde dort als wirtschaftskompetente TV-Journalistin präsentiert. Die Werbung erschien online, in Printmedien und wurde im Radio geschaltet.
Christiansen ist Präsidiumsmitglied des Wirtschaftsrates der CDU und seit März 2020 Beiratsmitglied der Berater-Firma Christ&Company unter Vorsitz von Rudolf Scharping.
Vereinzelt übernimmt sie Veranstaltungs-Moderationen. Christiansen verbringt seit Anfang der 1990er regelmäßig Zeit auf Mallorca, von deren Regionalregierung sie 2008 zur balearischen Tourismus-Botschafterin ernannt wurde.

## Auszeichnungen
- 1990: Goldene Kamera, Bambi
- 1992: Bayerischer Fernsehpreis
- 1994: Preis der Religionen

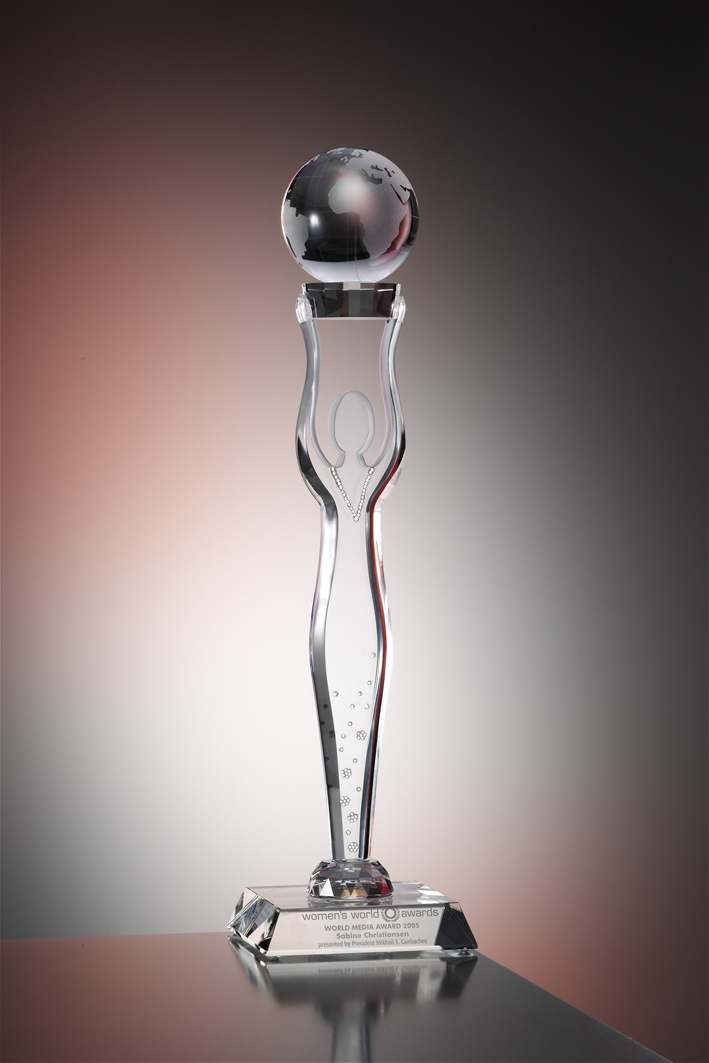
Women’s World Award für Sabine Christiansen, 2005

- 1995: Besondere Ehrung beim Adolf-Grimme-Preis
- 1996: Goldener Löwe
- 1999: Deutsche Frau des Jahres, Saure Gurke (Medienpreis des Medienfrauentreffens)
- 2001: Bambi, Courage-Preis
- 2002: Bundesverdienstkreuz am Bande, Ritter der Ehrenlegion, Deutscher Fernsehpreis
- 2003: Medienfrau des Jahres
- 2005: Women’s World Award
- 2005: Lehrstellenfuchs, PfL-Preis, Einsatz für Jugendperspektiven
- 2006: Steiger Award, Deutscher Fachjournalisten-Preis
- 2006: Goldenes Schlitzohr, Impressionen – Die wichtigste Frau des Jahres
- 2012: Bayerische Staatsmedaille für soziale Verdienste
- 2016: Look at Children Award

## Kritik
Urteile über Sabine Christiansen reichten in der Zeit ihrer Talkshow von vernichtender Kritik als „Deutschlands begabteste(r) Journalisten-Darstellerin“ (Matthias Matussek) bis hin zur Anerkennung „beeindruckende(r) journalistische(r) Leistungen“ durch den Deutschen Fachjournalistenverband im Jahre 2006. 
Unter anderem erhielt sie die Auszeichnung „Medienfrau des Jahres 2003“.
Zahlreiche Kommentatoren bemängelten vor allem ihre Diskussions- und Gesprächsführung: Anstatt nachzuhaken, Meinungsäußerungen kritisch zu kommentieren und gegensätzliche Positionen zu vergleichen, fungiere sie lediglich als Stichwortgeberin. Dadurch gebe sie vor allem Politikern die Möglichkeit, eingeübte PR-Phrasen zu verwenden und sich hinter rhetorischen Gemeinplätzen und ausufernden, gegenseitigen Schuldzuweisungen zu verschanzen.  
Mit der Kritik, oft zu wenig nachgehakt zu haben, könne sie heute gut leben, gibt Peter Schmidt 2017 ihre Auffassung wieder. „Nicht gestellte Fragen und einseitige Sichten auf Dinge, wie man sie im amerikanischen Wahlkampf erlebte, das ist weitaus schlimmer“, habe Christiansen 2016 in einem Interview geäußert.
2008 geriet Christiansen in die Kritik, weil sie einen PR-Vertrag mit dem Autohersteller Daimler AG geschlossen hatte, ohne die ARD über diesen Vertrag zu informieren. In ihrer Sendung Mein 2008, die am 11. Januar 2008 ausgestrahlt worden war, waren neben dem Daimler-Vorstandsvorsitzenden Dieter Zetsche mehrere Prominente aufgetreten, die ebenfalls PR-Termine für Daimler bzw. Mercedes-Benz wahrnehmen. 
Christiansen erklärte dazu, dass der Vertrag erst nach Ausstrahlung der Sendung „zum Tragen“ gekommen sei.

## Engagement
- Deutsche UNICEF-Botschafterin seit 1997
- Gründerin und Vorsitzende der Sabine-Christiansen-Kinderstiftung
- Vorstandsmitglied der Laureus Sport for Good Foundation Germany
- Botschafterin der José-Carreras-Leukämie-Stiftung
- Kuratoriumsmitglied Internationale Journalisten-Programme (IJP)
- Stellvertretende Vorsitzende der Hertha-BSC-Stiftung
- Mitglied des Kuratoriums der Otto-Hahn-Friedensmedaille
- Jurymitglied bei „Innovationswettbewerb Top 100“ – Die innovativsten Unternehmen im Mittelstand

- 1999–2007 Initiative D21
- 2001–2013 Vorstandsmitglied Stiftung Bündnis für Kinder – Gegen Gewalt
- 2004–2010 Board of Governors der Universität Haifa
- 2005–2007 Mitglied des Universitätsrates der Universität Rostock
- 2011–2013 Mitglied des Innovationsbeirates des Bundesministeriums für wirtschaftliche Zusammenarbeit und Entwicklung (BMZ)
- seit 2015 Aufsichtsratsmitglied bei Freenet (Amtszeit bis 2026)
- Aufsichtsratsmitglied bei Hermes Europe GmbH und Magna Asset Management AG (beide Hamburg und nicht börsennotiert)